# Condado de Monroe (Kentucky)
El condado de Monroe (en inglés: Monroe County), fundado en 1820, es uno de 120 condados del estado estadounidense de Kentucky. En el año 2000, el condado tenía una población de 11,756 habitantes y una densidad poblacional de 14 personas por km². La sede del condado es Tompkinsville.

## Geografía
Según la Oficina del Censo, el condado tiene un área total de 860 km² (332 mi²), de la cual 857 km² (330,9 mi²) es tierra y 3 km² (1,2 mi²) (0.39%) es agua.

### Condados adyacentes
- Condado de Barren (noroeste)
- Condado de Metcalfe (noreste)
- Condado de Cumberland (este)
- Condado de Clay (Tennessee) (sureste)
- Condado de Macon (Tennessee) (sureste)
- Condado de Allen (oeste)

## Demografía
Según la Oficina del Censo en 2000, los ingresos medios por hogar en el condado eran de $22,356, y los ingresos medios por familia eran $27,112. Los hombres tenían unos ingresos medios de $21,820 frente a los $17,783 para las mujeres. La renta per cápita para el condado era de $14,365. Alrededor del 23.40% de la población estaban por debajo del umbral de pobreza.

## Localidades
- Fountain Run
- Gamaliel
- Tompkinsville

### Comunidades no incorporadas
- Bugtussle
- Mount Hermon